# خوان ساباس
خوان ساباس (انگلیسی: Juan Sabas؛ زادهٔ ۱۳ آوریل ۱۹۶۷) بازیکن فوتبال اهل اسپانیا است.
از باشگاه‌هایی که در آن بازی کرده‌است می‌توان به باشگاه فوتبال هرکولس، باشگاه فوتبال رایو وایکانو، باشگاه فوتبال اتلتیکو مادرید، باشگاه فوتبال رئال بتیس، و باشگاه فوتبال آلباسته بالومپیه اشاره کرد.